# Erzeparchie Tiruvalla

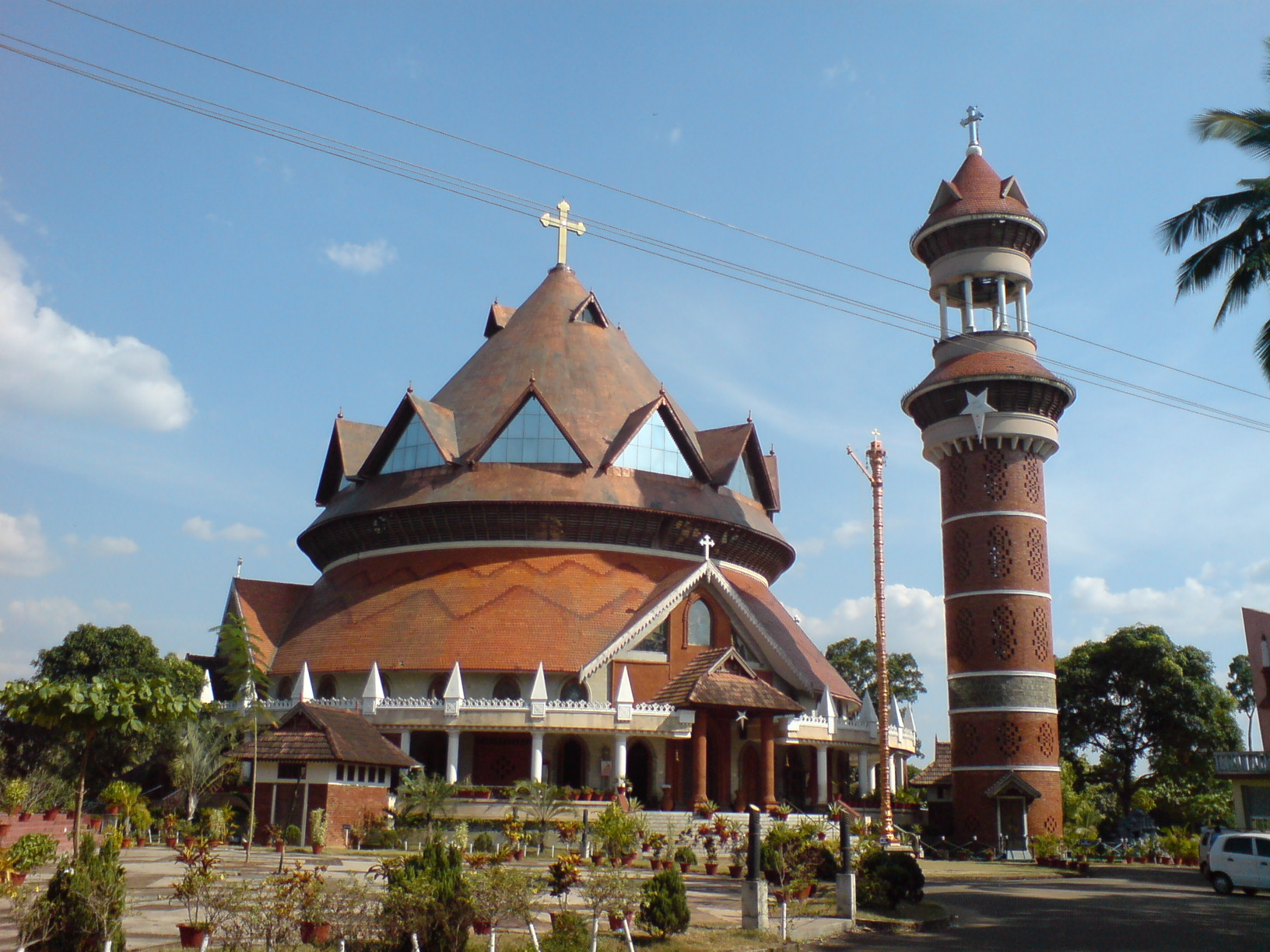
Erzeparchie Tiruvalla

Die Erzeparchie Tiruvalla (lat.: Archieparchia Tiruvallensis) ist ein in Indien gelegene Erzeparchie der syro-malankarischen Kirche mit Sitz in Tiruvalla (Distrikt Pathanamthitta, Bundesstaat Kerala).

## Geschichte
Papst Pius XI. gründete die Eparchie Tiruvalla mit der Apostolischen Konstitution Christo pastorum Principi  am 11. Juni 1932. Am 28. Oktober 1978 verlor es einen Teil seines Territoriums an die Eparchie Battery.
Die Eparchie wurde am 15. Mai 2006 zur Erzeparchie erhoben. Weitere Teile verlor es am 15. Januar 2003 an die Eparchie Muvattupuzha.
Das Erzbistum erfasst nur die syro-malankarischen Katholiken des Gebietes. Die dort ebenfalls wohnenden Katholiken des lateinischen Ritus und des syro-malabarischen Ritus gehören zu anderen Diözesen.

## Ordinarien

### Bischöfe von Tiruvalla
- Jacob Abraham Theophilos Kalapurakal (1932–1950)
- Joseph Mar Severios Valakuzhy (1950–1955)
- Athanasios Cheriyan Polachirakal (1955–1977)
- Isaac Youhanon Koottaplakil (1978–1987)
- Geevarghese Timotheos Chundevalel (1988–2003)
- Baselios Cleemis (Isaac) Thottunkal (2003–2006)

### Erzbischöfe von Tiruvalla
- Baselios Cleemis (Isaac) Thottunkal (2006–2007) (danach Großerzbischof von Trivandrum)
- Thomas Koorilos Chakkalapadickal (seit 26. März 2007)